# Verbena catharinae
Verbena catharinae — вид трав'янистих рослин родини Вербенові (Verbenaceae), ендемік Бразилії. Нижні поверхні листків, приквітки й чашечки із залозистими волосками, зубці чашечки трикутні, довжиною менше 1 мм.

## Опис
Розпростерта трава. Листки на ніжках 2–4 мм, листова пластина 10–15 × 13–15 мм, від 3-розділених до 3-розсічених, лопатеві дволопатеві, верхівки гострі; поля цілі або згорнуті; верхня поверхня гола з кількома прямостійними волосками; нижня поверхня щетинисто-залозиста. Суцвіття представлені щільними багатоквітковими колосками, збільшені в плодоношенні. Квіткові приквітки 3–4 мм, яйцеподібні, верхівки гострі, запушені жорсткими залозистими волосками. Чашечка довжиною 7–8 мм. Віночок 10–15 мм, зовні ворсистий, фіолетового, бузкового або рожевого забарвлення.

## Поширення
Ендемік Бразилії.
Трапляється в штатах Санта-Катаріна, Парана і Ріу-Гранді-ду-Сул, де зростає на висотах від 500 до 1200 м висоти.